# Strotometra
Strotometra is een geslacht van haarsterren uit de familie Charitometridae.

## Soorten
- Strotometra hepburniana (A.H. Clark, 1907)
- Strotometra ornatissimus A.H. Clark, 1912
- Strotometra parvipinna (Carpenter, 1888)
- Strotometra priamus A.H. Clark, 1912